# Multifurca ochricompacta
Multifurca ochricompacta är en svampart som först beskrevs av Bills & O.K. Mill., och fick sitt nu gällande namn av Buyck & V. Hofstetter 2008. Multifurca ochricompacta ingår i släktet Multifurca och familjen kremlor och riskor.   Inga underarter finns listade i Catalogue of Life.